# يوزيف بلوخ
يوزيف بلوخ (بالمجرية: Bloch József)‏ (و. 1862 – 1922 م) هو موسيقي، وعالم موسيقى مجري، ولد في بودا، يستخدم آلات كمان، توفي في بودابست، عن عمر يناهز 60 عاماً.

## روابط خارجية
- يوزيف بلوخ على موقع ميوزك برينز (الإنجليزية)